# نبض (فیلم ۱۹۸۸)
«نبض» (انگلیسی: Pulse (1988 film)) فیلمی در ژانر ترسناک و علمی–تخیلی است که در سال ۱۹۸۸ منتشر شد. از بازیگران آن می‌توان به رکسان هارت، جویی لورنس، و متیو لارنس اشاره کرد.